# Piazza delle Vettovaglie
Piazza delle Vettovaglie è una piazza del centro storico di Pisa, situata tra via Borgo Stretto e piazza Sant'Omobono.
Costruita tra 1544 e il 1545 per volere di Cosimo I de’ Medici, è una delle più note e conosciute della città e nonostante abbia subito nei secoli numerosi interventi e rifacimenti, non ha mai mutato la sua funzione originaria. Come denota il nome, infatti, la piazza è da sempre adibita al commercio, in un primo momento limitato al grano, da cui appunto deriva il nome di piazza del Grano e successivamente ampliato a prodotti di vario genere che dal 1771 ne hanno fatto mutare il nome in piazza delle Vettovaglie. Infine dal 1900 ad oggi è sede del mercato ortofrutticolo ambulante.

## Storia

### L'area nell'epoca medievale
Nel luogo in cui oggi sorge la piazza, nel Medioevo si trovava un quartiere densamente popolato. Gli scavi condotti nel 2002, in seguito al progetto di riqualificazione architettonica della piazza, hanno portato alla luce i resti di due case-torri differentemente orientate e, più in generale, hanno permesso di definire buona parte della topografia del quartiere medievale. Le due case-torri suddette erano poste lungo il lato orientale della piazza, tra il loggiato esistente e il centro della piazza: una presentava la facciata orientata a sud verso la viabilità corrispondente all'odierna facciata meridionale del loggiato, mentre la seconda aveva la facciata rivolta a nord. Tra le due strutture era presente un chiassetto (un piccolo vicolo) non percorribile ed utilizzato come immondezzaio. I depositi qui rinvenuti hanno restituito diverse tipologie di vasellame ceramico di XI e il XII secolo (contenitori dipinti a fasce di colore rosso, recipienti invetriati di importazione, pentolame da fuoco ad impasto grezzo) che hanno permesso di datare la costruzione degli edifici e il loro primo utilizzo come abitazioni. Non è possibile individuare i proprietari di queste abitazioni anche se documenti dell'XI secolo affermano che nel 1101 il visconte Ugo possedeva una terra e una casa in questa zona.
Nella zona era presente anche una chiesa, quella di S. Bartolomeo degli Erizzi, non rinvenuta negli scavi del 2002 ma citata in diversi documenti medioevali. Lo stesso Ugo Visconti sopra citato esercitava il suo ufficio nella sua abitazione vicino alla Chiesa di San Bartolomeo.
Con lo scavo è stato possibile individuare la posizione delle strade e dei vicoli. Sull'odierno lato meridionale era presente una via carrabile che conduceva, andando verso ovest, a uno spazio più ampio, identificato con l'antica piazza de' Porci, da collocarsi oggi tra via della Vigna e la piazza: è quindi probabile che la piazza più antica fosse più piccola e decentrata rispetto a quella attuale
In questo luogo è stato anche scoperto un pozzo pubblico, elemento interessante da notare in quanto “fino alla tarda epoca granducale non c'era un acquedotto per il servizio urbano e il sistema dei pozzi era l'unico a rifornire d'acqua molte zone della città”.

### La creazione della nuova piazza
Tra la fine del Quattrocento e l'inizio del Cinquecento i Medici avviarono un progetto di riqualificazione urbanistica della città.
Nel 1493 i Priori di Firenze autorizzarono l'Opera del Duomo ad abbandonare la vecchia piazza del Grano (posta nei pressi dell'attuale piazza Dante, dove è ora il Palazzo della Sapienza), e ad avviare una campagna di acquisti nella zona della piazza de' Porci per realizzare l'attuale piazza delle Vettovaglie.
L'importanza del sito scelto consisteva nella sua vicinanza tanto al centro della città quanto al fiume Arno. A partire dal 1494 l'Opera del Duomo acquistò alcune delle case presenti nella zona, tra le quali erano presenti anche quelle con chiostro e torre appartenenti alla famiglia degli Erizzi, e il progetto architettonico fu affidato a Giovanni di Mariano, architetto pisano. Tuttavia, a causa della mancanza di fondi, l'inizio dei lavori fu rimandato e soltanto sotto il governo di Cosimo I de’ Medici (in carica dal 1537-1574) il progetto fu portato a compimento da Duccio e Matteo da Ponte a Signa e Stagio Stagi.

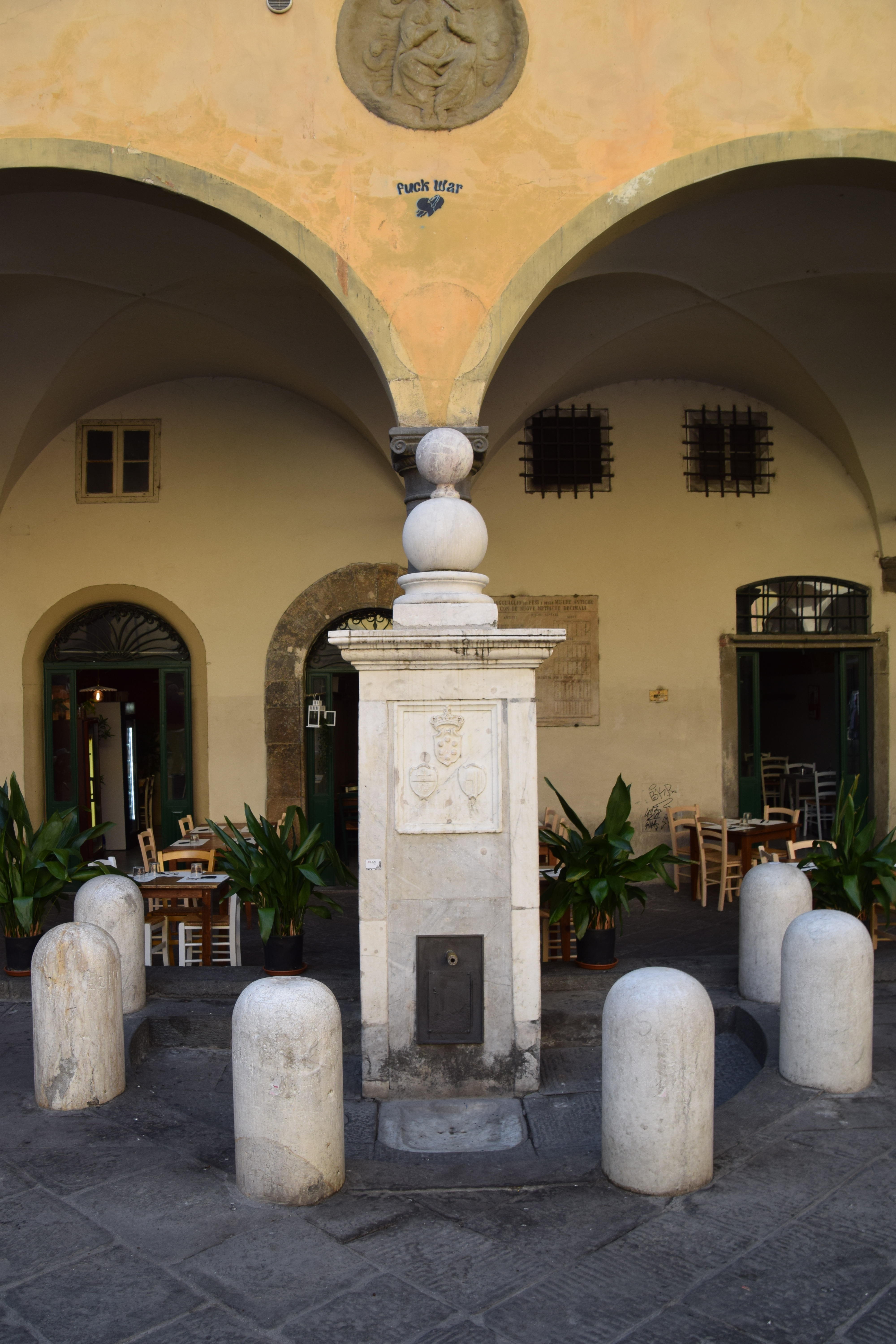
Fontana seicentesca

I lavori nella piazza ripresero il 18 maggio 1544, rendendo necessaria la demolizione di numerose case, botteghe e della chiesa di San Bartolomeo degli Erizzi. Nell'ottobre 1545 fu completato il colonnato del piano terra.
A Duccio di Cristofano, operaio del Duomo, fu affidata la realizzazione di uno dei quattro stemmi che dovevano ornare le facciate del loggiato di accesso alla piazza. Sui grandi archi dei principali accessi alla piazza, a Nord-Est e a Nord-Ovest erano posti gli stemmi celebrativi dei committenti della piazza, rispettivamente lo stemma della famiglia de' Medici (scomparso in seguito a eventi bellici) e quello dell'Opera del Duomo; questi stemmi inoltre dovevano essere accompagnati da un'incisione dedicatoria a Cosimo I in occasione della conclusione dei lavori nella piazza, nel 1553.
Gli scavi realizzati nel 2002 hanno permesso di conoscere le fasi di demolizione degli edifici medievali e di comprendere come alcuni materiali furono riutilizzati mentre altri servirono per creare un nuovo piano di calpestio, sopraelevato rispetto al precedente, sul quale poi si è impostata la pavimentazione rinascimentale. La realizzazione di un piano di calpestio più alto e pianeggiante ha fornito lo spazio per la realizzazione dei ‘'silos'’ deputati alla raccolta del grano, costruiti in laterizio di reimpiego e lastre di pietra: di questi contenitori per il grano ne sono stati individuati sei sul lato occidentale, due dei quali completamente scavati, ma si suppone che altri fossero presenti anche nelle botteghe. Questi ‘'silos'’ hanno una forma abbastanza canonica, ovvero sono cilindrici con la parte superiore a cupola con una imboccatura al centro sigillata da lastre di pietra; vennero costruiti con materiale laterizio di reimpiego, furono utilizzate delle pietre come zeppatura e tutto era tenuto insieme da argilla. Per isolare questi contenitori veniva inserito all'interno materiale deperibile (come la corda), mentre all'esterno, per proteggerli dall'umidità, era posto uno strato di sabbia.
Tra XVI e XVII secolo, per poter garantire igiene e pulizia, furono realizzati nella piazza sia un sistema per la raccolta dell'acqua piovana attraverso canalette e cisterne, che “un sistema per la razionalizzazione della raccolta dei liquami, tramite l'utilizzo di bottini di varia dimensione”. Inoltre con la realizzazione dell'acquedotto mediceo, fu realizzata una fontana in marmo bianco nel lato sud della piazza.
Nel 1771, durante il governo di Pietro Leopoldo di Lorena la piazza assunse in nome di “Piazza delle Vettovaglie” che mantiene ancora oggi. Gli scavi archeologici hanno portato alla luce, sul lato orientale, almeno cinque buche che dovevano servire da alloggiamento di montanti in legno, parte della struttura portante di una tettoia addossata al porticato Est e aggettante sulla piazza, dimostrando così la volontà, nel XVIII secolo, di creare un sistema di ampliamento delle botteghe e dei banchi su questo lato della piazza.

### La piazza nell'epoca contemporanea

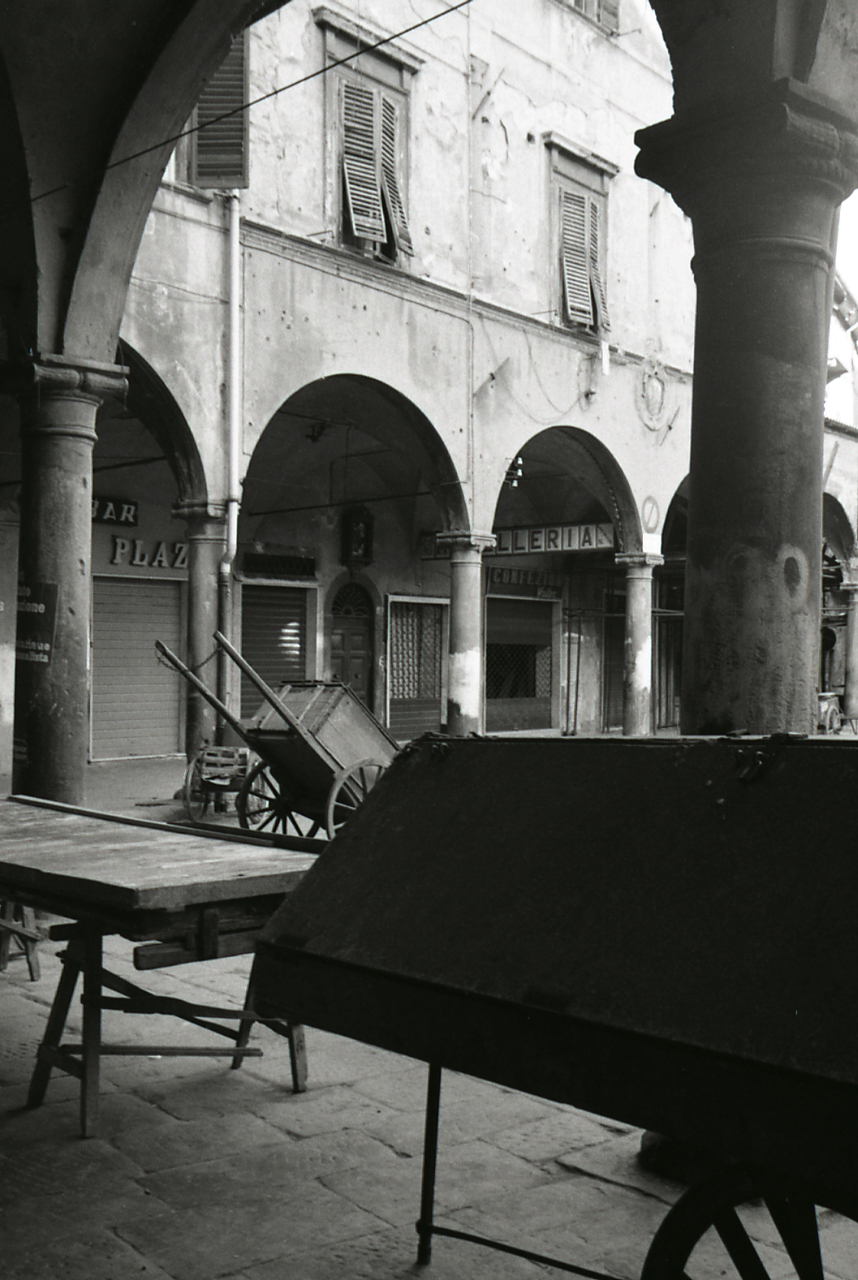
Piazza delle Vettovaglie negli anni '70, fotografata da Paolo Monti

Nel corso del XIX secolo furono apportate le modifiche più consistenti, con la privatizzazione del ballatoio al primo piano e la sua chiusura.
I bombardamenti della Seconda guerra mondiale, invece, danneggiarono in modo consistente la piazza, nella quale furono distrutte una parte del loggiato dell'angolo nord-est e alcune porzioni di edifici.
Tutt'oggi piazza delle Vettovaglie mantiene la sua funzione di centro deputato al commercio, infatti numerose botteghe di generi alimentari si aprono sotto i porticati. Durante il giorno sono presenti banchi di mercati ambulanti di abbigliamento, frutta e verdura, mentre di sera la piazza si trasforma in centro della vita notturna, con i numerosi locali frequentati soprattutto dai moltissimi studenti della città. Gli aspetti negativi di questo affollamento notturno e il degrado hanno portato l'Amministrazione cittadina, negli ultimi anni, ad avviare un progetto di riqualificazione della piazza, con una nuova pavimentazione e l'installazione di telecamere di sicurezza.

## Struttura architettonica
Piazza delle Vettovaglie è molto importante per quanto riguarda la sua struttura architettonica del tutto peculiare. Essa infatti fu realizzata ispirandosi al modello quattrocentesco di chiostro conventuale: un cortile circondato da colonne monolitiche in pietra serena (una pietra arenaria, grigia, tipica dell'architettura toscana), proveniente dalle cave di Settignano o Fiesole, con capitelli ionici e volte a crociera in mattoni intonacati; al piano superiore, le colonne del loggiato sorreggono l'orditura lignea del tetto.
La struttura architettonica di Piazza delle Vettovaglie presenta una disposizione a sei campate per cinque, sorrette da colonne monolitiche con capitelli ionici su cui è spesso presente un piccolo scudo con le sigle dell'Opera del Duomo o lo stemma pisano. La struttura del piano superiore è del tutto simile a quella del piano terra, con colonne slanciate con capitelli ionici.
Al piano terra vi erano numerose botteghe dedicate soprattutto alla vendita di carne e grano, mentre al piano superiore erano presenti le abitazioni affittate ai mercanti.